# Deutsche Leichtathletik-Meisterschaften 1998
Die 98. Deutschen Leichtathletik-Meisterschaften wurden zwischen dem 3. und 5. Juli 1998 in Berlin im Friedrich-Ludwig-Jahn-Sportpark ausgetragen.

## Wettbewerbe
Eine Veränderung gab es bei den Streckenlängen des Frauengehens. Am Hauptort des Meisterschaftsprogramms – 1998 also Berlin – gingen die Frauen anstelle von 5000 nun 10.000 Meter. Außerdem fanden an einem weiteren Ort die längeren Gehwettbewerbe für Frauen und Männer statt. Die Männer gingen wie üblich über 50 km, die Frauen ab jetzt 20 anstelle von 10 km. Die Streckenlänge von 20 km setzte sich auch international im Wettkampfprogramm des Frauengehens durch.

## Ausgelagerte Disziplinen
Wie üblich fanden weitere Disziplinen an anderen Orten statt, in der folgenden Auflistung in chronologischer Reihenfolge benannt.
- Halbmarathon – Potsdam, 28. März mit Einzel-/Mannschaftswertungen für Frauen und Männer
- 10.000 Meter (Frauen/Männer) – Lindau (Bodensee), 23. Mai
- 20-km-Gehen (Frauen)/50-km-Gehen (Männer) – Naumburg (Saale), 23. Mai mit jeweils Einzelwertungen sowie einer Mannschaftswertung für die Männer[3]
- Bergläufe – Oberstdorf, 21. Juni mit Einzel-/Mannschaftswertungen für Frauen und Männer
- Langstaffeln (Frauen: 3 × 800 m/Männer: 4 × 800 m und 4 × 1500 m) – Berlin, 28. Juni im Rahmen der Deutschen Jugendmeisterschaften
- Siebenkampf (Frauen)/Zehnkampf (Männer) – Vaterstetten, 29./30. August
- 100-km-Straßenlauf – Neuwittenbek bei Kiel, 12. September[4]
- Marathonlauf – im Rahmen des Frankfurt-Marathons, 25. Oktober mit Einzel-/Mannschaftswertungen für Frauen und Männer[5]
- Crossläufe – Insel Usedom, 28. November mit jeweils zwei Streckenlängen für Frauen und Männer sowie Einzel-/Mannschaftswertungen in den jeweiligen Disziplinen

## Sportliche Leistungen
Dieter Baumann setzte mit hervorragenden Leistungen wieder seine Akzente. Er gewann alle drei Strecken von 1500 bis 10.000 Meter und erzielte dabei den bis heute (April 2023) gültigen Meisterschaftsrekord über 10.000 Meter von 27:53,59 Minuten. Über 5000 Meter besiegte er seinen stärksten Gegner Stéphane Franke deutlich. Die beiden – durchaus nicht immer sehr freundschaftlich im Umgang miteinander – holten dann bei den Europameisterschaften im August Silber und Bronze über 10.000 Meter. Ein hohes Niveau in der Spitze hatte auch der Stabhochsprungwettbewerb, bei dem Tim Lobinger 5,92 m und Danny Ecker 5,80 m übersprangen. Die beste Leistung bei den Meisterschaften überhaupt gelang Tanja Damaske mit ihren 70,10 m im Speerwurf. Steffi Nerius sorgte als Zweite mit ihren 67,32 m für ein Weltklasse-Level in dieser Disziplin.

## Besonderes
Eine Besonderheit gab es im 100-km-Straßenlauf der Frauen. Die 35-jährige Constanze Wagner, die das Rennen mit 7:32:17 Stunden eigentlich gewonnen hatte, wurde nur in ihrer Altersklasse als Siegerin gewertet, weil versäumt worden war, sie in der Hauptklasse als Teilnehmerin zu melden. So steht bis heute Tanja Schäfer in den offiziellen Siegerlisten.
Die folgenden Übersichten fassen die Medaillengewinner und -gewinnerinnen zusammen. Eine ausführlichere Übersicht mit den jeweils ersten acht in den einzelnen Disziplinen findet sich unter dem Link Deutsche Leichtathletik-Meisterschaften 1998/Resultate.

## Medaillengewinner Männer
| Disziplin                                   | Gold                                                                                   | Leistung       | Silber                                                                             | Leistung       | Bronze                                                                                            | Leistung                          |
| ------------------------------------------- | -------------------------------------------------------------------------------------- | -------------- | ---------------------------------------------------------------------------------- | -------------- | ------------------------------------------------------------------------------------------------- | --------------------------------- |
| 100 m (Wind: −2,4)                          | Marc Blume (TV Wattenscheid)                                                           | 10,58 s00      | Holger Blume (TV Wattenscheid)                                                     | 10,58 s00      | Patrick Schneider (LG Salamander Kornwestheim)                                                    | 10,60 s00                         |
| 200 m (Wind: −0,6)                          | Daniel Bittner (TSV Bayer Leverkusen)                                                  | 20,82 s00      | Manuel Milde (SCC Berlin)                                                          | 20,87 s00      | Florian Gamper (Eintracht Frankfurt)                                                              | 20,95 s00                         |
| 400 m                                       | Stefan Letzelter (USC Mainz)                                                           | 46,49 s00      | Klaus Ehrnsperger (TSV Bayer 04 Leverkusen)                                        | 46,60 s00      | Jens Dautzenberg (Alemannia Aachen)                                                               | 46,61 s00                         |
| 800 m                                       | Nico Motchebon (LAC Quelle Fürth/München)                                              | 1:47,99 min    | Nils Schumann (SV Creaton Großengottern)                                           | 1:48,02 min    | Mark Eplinius (LG Nike Berlin)                                                                    | 1:48,88 min                       |
| 1500 m                                      | Dieter Baumann (TSV Bayer 04 Leverkusen)                                               | 3:42,00 min    | Rüdiger Stenzel (TV Wattenscheid 01)                                               | 3:42,06 min    | Dirk Heinze (LAC Quelle Fürth/München)                                                            | 3:43,67 min                       |
| 5000 m                                      | Dieter Baumann (TSV Bayer 04 Leverkusen)                                               | 13:20,56 min   | Stéphane Franke (SCC Berlin)                                                       | 13:26,17 min   | Jirka Arndt (SCC Berlin)                                                                          | 13:58,27 min                      |
| 10.000 m                                    | Dieter Baumann (TSV Bayer 04 Leverkusen)                                               | 27:53,59 min   | Carsten Eich (LAC Quelle Fürth/München)                                            | 28:12,46 min   | Jirka Arndt (SCC Berlin)                                                                          | 29:00,07 min                      |
| Halbmarathon                                | John Schondelmayer (SG Ludwigsburg)                                                    | 1:02:42 h0000  | Hartwig Potthin (LG Hohenfels)                                                     | 1:04:48 h0000  | Steffen Benecke (TSG Bergedorf)                                                                   | 1:04:55 h0000                     |
| Halbmarathon, Mannschaftswertung            | Korschenbroicher LCChristian Fischer Robert Langfeld Holger Ahrenberg                  | 3:17:22 h0000  | LG Bonn/Troisdorf/NiederkasselHendrik Simon Maximilian Bahn Oliver Mintzlaff       | 3:17:26 h0000  | LG BraunschweigRainer Huth Thorsten Witte Mario Burger                                            | 3:19:48 h0000                     |
| Marathon                                    | Stephan Freigang (LC Cottbus)                                                          | 2:12:58 h0000  | Michael Fietz (LG Ratio Münster)                                                   | 2:13:51 h0000  | Dirk Schinkoreit (LC Cottbus)                                                                     | 2:19:15 h0000                     |
| Marathon, Mannschaftswertung                | LAC Quelle Fürth/MünchenMichael Hass Habib Boukechab Eike Loch                         | 7:09:15 h0000  | LG Bäderkreis CalwPeter-Georg Kapitza Oliver Staiger Ludwig Brugger                | 7:37:33 h0000  | LG LemgoBernd Weber Nobert Borgers Arne Wendt                                                     | 7:43:28 h0000                     |
| 100-km-Straßenlauf                          | Rainer Müller (LTF Marpingen)                                                          | 6:27:20 h0000  | Manfred Murk (LAV Husum)                                                           | 6:56:22 h0000  | Michael Sommer (Eichenkreuz Schwaikheim)                                                          | 6:59:39 h0000                     |
| 100-km-Straßenlauf, Mannschaftswertung      | LTF MarpingenRainer Müller Jürgen Hooß Volker Becker-Wirbel                            | 20:49:06 h0000 | SSC Hanau-RodenbachVolkmar Mühl Heinz-Werner Janicke Stefan Hinze                  | 23:23:46 h0000 | VfB FallerslebenHans-Günter Wolff Frank Balzer Eberhard Frixe                                     | 24:23:20 h0000                    |
| 110 m Hürden (Wind: +1,2)                   | Falk Balzer (TuS Jena)                                                                 | 13,27 s00      | Mike Fenner (LG Nike Berlin)                                                       | 13,32 s00      | Florian Schwarthoff (LAC Quelle Fürth/München)                                                    | 13,34 s00                         |
| 400 m Hürden                                | Thomas Goller (LG Dresdner SC)                                                         | 50,38 s00      | Steffen Kolb (LG Offenburg)                                                        | 50,75 s00      | Stefan Bönisch (MTV Ingolstadt)                                                                   | 51,12 s00                         |
| 3000 m Hindernis                            | Damian Kallabis (SCC Berlin)                                                           | 8:24,62 min    | Mark Ostendarp (TV Wattenscheid 01)                                                | 8:25,51 min    | Martin Strege (SV Creaton Großengottern)                                                          | 8:27,90 min                       |
| 4 × 100 m Staffel                           | MTG MannheimMichael Schäfer Jérôme Crews Andreas Schofer Patrick Weimer                | 39,51 s00      | TV Wattenscheid 01Alexander Kosenkow Holger Blume Michael Huke Marc Blume          | 39,90 s00      | LC RehlingenRalf Ruth Roger Gräber Andreas Ruth Uwe Eisenbeis                                     | 39,98 s00                         |
| 4 × 400 m Staffel                           | TSV Bayer 04 LeverkusenRené Oblong Daniel Bittner Klaus Ehrnsperger Julian Voelkel     | 3:07,51 min    | LAC Quelle Fürth/MünchenNorbert Wörlein Faliero Graiani Oliver Daum Nico Motchebon | 3:08,97 min    | LG Olympia DortmundMarcel Dornieden Tobias Schlitzer Ulrich Schnorrenberger Marc-Alexander Scheer | 3:09,17 min                       |
| 4 × 800-m-Staffel                           | LAC Quelle Fürth/MünchenThomas Dietrich Joachim Dehmel Darko Leo Oliver Daum           | 7:29,77 min    | LG Olympia DortmundJan Finke Stefan Peltzer Tobias Schlitzer Tobias Dertmann       | 7:32,12 min    | LAV Bayer Uerdingen/DormagenOlaf Günther Waage Ruckes Oliver Poeschl                              | 7:32,33 min                       |
| 4 × 1500-m-Staffel                          | LAC Quelle Fürth/MünchenSebastian Hallmann Carsten Eich Christian Knoblich Dirk Heinze | 15:19,44 min   | TV Wattenscheid 01Felix Leiter Jan Fitschen Carsten Schütz Mark Ostendarp          | 15:22,63 min   | LAC Veltins HochsauerlandSven Kost Torsten Kühn Michael Busch Torsten Kallweit                    | 15:38,45 min                      |
| 20-km-Gehen                                 | Andreas Erm (LAC Halensee Berlin)                                                      | 1:23:22 h0000  | Robert Ihly (LG Offenburg)                                                         | 1:23:59 h0000  | André Höhne (Berliner SC)                                                                         | 1:25:04 h0000                     |
| 20-km-Gehen, Mannschaftswertung             | LAC Quelle Fürth/MünchenDenis Franke Peter Zanner Ralf Rose                            | 4:33:29 h0000  | TSV DresdenAndreas Höntsch Sten Reichel Jean Hoffmann                              | 4:36:12 h0000  | Berliner SCAndré Höhne Volker Umlauft Carsten Muschalle                                           | 4:46:05 h0000                     |
| 50-km-Gehen                                 | Robert Ihly (LG Offenburg)                                                             | 3:52:39 h0000  | Axel Noack (OSC Berlin)                                                            | 3:53:19 h0000  | Denis Trautmann (LGV Gleina)                                                                      | 3:55:02 h0000                     |
| 50-km-Gehen, Mannschaftswertung             | LAC Quelle Fürth/MünchenPeter Zanner Denis Franke Michael Lohse                        | 12:08:11 h0000 | LGV GleinaDenis Trautmann Marino Grandi Mike Trautmann                             | 12:12:14 h0000 | nur 2 Mannschaften in der Wertung                                                                 | nur 2 Mannschaften in der Wertung |
| Hochsprung                                  | Martin Buß (OSC Berlin)                                                                | 2,30 m         | Wolfgang Kreißig (MTG Mannheim)                                                    | 2,18 m         | Kristofer Lamos (LG Frankfurt)                                                                    | 2,14 m                            |
| Stabhochsprung                              | Tim Lobinger (LT DSHS Köln)                                                            | 5,92 m         | Danny Ecker (TSV Bayer 04 Leverkusen)                                              | 5,80 m         | Andrei Tivontschik (LAZ Zweibrücken)                                                              | 5,60 m                            |
| Weitsprung                                  | Konstantin Krause (LG Ohra Hörsel)                                                     | 7,93 m         | Kofi Amoah Prah (LAC Halensee Berlin)                                              | 7,87 m         | Thorsten Heide (TK Hannover)                                                                      | 7,73 m                            |
| Dreisprung                                  | Charles Friedek (TSV Bayer 04 Leverkusen)                                              | 17,27 m        | Hrvoje Verzi (TV Wattenscheid 01)                                                  | 16,72 m        | Thomas Moede (Berliner LG Ost)                                                                    | 16,25 m                           |
| Kugelstoßen                                 | Oliver-Sven Buder (TV Wattenscheid)                                                    | 20,15 m        | Oliver Dück (LAC Quelle Fürth/München)                                             | 19,89 m        | Michael Mertens (LG Göttingen)                                                                    | 19,19 m                           |
| Diskuswurf                                  | Lars Riedel (LAC Erdgas Chemnitz)                                                      | 65,42 m        | Jürgen Schult (Schweriner SC)                                                      | 63,58 m        | Andreas Seelig (USC Mainz)                                                                        | 61,86 m                           |
| Hammerwurf                                  | Heinz Weis (TSV Bayer 04 Leverkusen)                                                   | 79,74 m        | Karsten Kobs (LG Olympia Dortmund)                                                 | 78,67 m        | Holger Klose (Eintracht Frankfurt)                                                                | 76,97 m                           |
| Speerwurf                                   | Boris Henry (SV Saar 05 Saarbrücken)                                                   | 88,62 m        | Raymond Hecht (SC Magdeburg)                                                       | 87,03 m        | Peter Blank (Eintracht Frankfurt)                                                                 | 83,38 m                           |
| Zehnkampf                                   | Dirk-Achim Pajonk (TSV Bayer 04 Leverkusen)                                            | 7859 P         | Robert Jung (LG Ratio Münster)                                                     | 7761 P         | Florian Schönbeck (LG Domspitzmilch Regensburg)                                                   | 7626 P                            |
| Zehnkampf, Mannschaftswertung               | TSV Bayer 04 LeverkusenDirk-Achim Pajonk Sascha Gelling Georg Zwirner                  | 22.759 P       | OSC BerlinDavid Mewes Jörg Goedicke Axel Sacharowitz                               | 22.527         | LG Domspitzmilch RegensburgFlorian Schönbeck Wolfgang Hübl Gregor Neumann                         | 21.836 P                          |
| Crosslauf Mittelstrecke – 3,5 km            | Rainer Wachenbrunner (LG Nike Berlin)                                                  | 10:23 min00    | Michael Gottschalk (OSC Berlin)                                                    | 10:24 min00    | Oliver Grund (Eintracht Frankfurt)                                                                | 10:25 min00                       |
| Crosslauf Mittelstrecke, Mannschaftswertung | Eintracht FrankfurtOliver Grund Michael Völker Daniel Meggert                          | Pl.-Ziff. 41   | SSV Ulm 1846Stephan Ziefle Alexander Hefele Urs Laubender                          | Pl.-Ziff. 54   | LG Olympia DortmundAnsgar Lenfers Jens Wilky Carsten Hilleringmann                                | Pl.-Ziff. 60                      |
| Crosslauf Langstrecke – 10,0 km             | Christian Fischer (Korschenbroicher LC)                                                | 29:46 min00    | Damian Kallabis (SCC Berlin)                                                       | 30:09 min00    | Michael Loth (LSG Saarbrücken)                                                                    | 30:17 min00                       |
| Crosslauf Langstrecke, Mannschaftswertung   | SCC BerlinDamian Kallabis Stéphane Franke Jirka Arndt                                  | Pl.-Ziff. 15   | Korschenbroicher LCChristian Fischer Robert Langfeld Holger Ahrenberg              | Pl.-Ziff. 15   | LG BraunschweigJörn Wagner Kai-Uwe Huth Thorsten Witte                                            | Pl.-Ziff. 56                      |
| Berglauf – 8,6 km                           | Eckhard Wagner (Spvgg Mössingen)                                                       | 48:38 min00    | Dirk Debertin (SG Walldorf Astoria 1902)                                           | 49:05 min00    | Thomas Greger (ABC Ludwigshafen)                                                                  | 49:53 min00                       |
| Berglauf, Mannschaftswertung                | SVO GermaringenPhilipp Kehl Martin Sambale Walter Ernst                                | Pl.-Ziff. 18   | SSC Hanau-RodenbachCarsten Amdt Frithjof Hersel Thomas Seibert                     | Pl.-Ziff. 64   | LAC Quelle Fürth/MünchenHaas Werner Theo Kiefner                                                  | Pl.-Ziff. 70                      |

## Medaillengewinner Frauen
| Disziplin                                            | Gold                                                                            | Leistung       | Silber                                                                               | Leistung            | Bronze                                                                          | Leistung                          |
| ---------------------------------------------------- | ------------------------------------------------------------------------------- | -------------- | ------------------------------------------------------------------------------------ | ------------------- | ------------------------------------------------------------------------------- | --------------------------------- |
| 100 m (Wind: +0,6)                                   | Andrea Philipp (LG Olympia Dortmund)                                            | 11,24 s00      | Melanie Paschke (TV Wattenscheid 01)                                                 | 11,24 s00           | Birgit Rockmeier (LAG Mittlere Isar)                                            | 11,57 s00                         |
| 200 m (Wind: −0,2)                                   | Melanie Paschke (TV Wattenscheid)                                               | 22,72 s00      | Andrea Philipp (LG Olympia Dortmund)                                                 | 23,12 s00           | Birgit Rockmeier (LAG Mittlere Isar)                                            | 23,14 s00                         |
| 400 m                                                | Uta Rohländer (SV Halle)                                                        | 51,75 s00      | Grit Breuer (SC Magdeburg)                                                           | 51,78 s00           | Anja Knippel (Erfurter LAC)                                                     | 52,65 s00                         |
| 800 m                                                | Claudia Gesell (LAC Quelle Fürth/München)                                       | 2:03,24 min    | Heike Meißner (LG Dresdner SC)                                                       | 2:03,89 min         | Kathleen Friedrich (LAC Erdgas Chemnitz)                                        | 2:04,03 min                       |
| 1500 m                                               | Kristina da Fonseca-Wollheim (SV Halle)                                         | 4:19,58 min    | Luminita Zaituc (LG Braunschweig)                                                    | 4:21,32 min         | Doreen Walter (LAC Erdgas Chemnitz)                                             | 4:21,69 min                       |
| 5000 m                                               | Kristina da Fonseca-Wollheim (SV Halle)                                         | 15:28,65 min   | Irina Mikitenko (TV Gelnhausen)                                                      | 15:32,45 min        | Luminita Zaituc (LG Braunschweig)                                               | 15:33,58 min                      |
| 10.000 m                                             | Irina Mikitenko (TV Gelnhausen)                                                 | 32:10,61 min   | Melanie Kraus (TSV Bayer 04 Leverkusen)                                              | 32:23,62 min        | Maren Östringer (TSG Wiesloch)                                                  | 33:42,65 min                      |
| Halbmarathon                                         | Sonja Oberem (TSV Bayer Leverkusen)                                             | 1:11:57 h0000  | Maren Östringer (TSG Wiesloch)                                                       | 1:12:29 h0000       | Sandra Riemann (SV Creaton Großengottern)                                       | 1:13:58 h0000                     |
| Halbmarathon, Mannschaftswertung                     | ASC Rosellen/NeussTanja Ortega Sawal Petra Maak geb. Sander Stefanie Soeder     | 3:50:51 h0000  | LG Nike BerlinSylvia Renz Anja Carlsohn Birgit Sonntag                               | 3:50:270000         | LG Domspitzmilch RegensburgKatharina Kaufmann Sophie Berkmiller Andrea Scharrer | 4:01:39 h0000                     |
| Marathon                                             | Claudia Dreher (TSV Bayer 04 Leverkusen)                                        | 2:32:35 h0000  | Sylvia Renz (LG Nike Berlin)                                                         | 2:33:17 h0000       | Birgit Jerschabek (ABC Ludwigshafen)                                            | 2:34:38 h0000                     |
| Marathon, Mannschaftswertung                         | LG Domspitzmilch Regensburg IKatharina Kaufmann Sophie Berkmiller Monika Hirt   | 8:32:08 h0000  | LG Domspitzmilch Regensburg IIGaby Pfandorfer Andrea Scharrer Conny Bihl             | 9:13:14 h0000       | ASV IserlohnChristina Mai Gisela Schneider-Endroweit Vera Beutler-Gauglitz      | 9:23:38 h0000                     |
| 100-km-Straßenlauf                                   | Tanja Schäfer (LTF Marpingen)                                                   | 7:45:39 h0000  | Ricarda Botzon (TSV Eintracht Hittfeld)                                              | 7:57:13 h0000       | Andrea Krajenski (SV Germania Helmstedt)                                        | 8:19:27 h0000                     |
| 100-km-Straßenlauf, Mannschaftswertung – inoffiziell | SSC Hanau-RodenbachKatharina Janicke Anke Drescher Sabine Rielinger             | 29:02:01 h0000 | inoffiziell, da nur                                                                  | inoffiziell, da nur | 1 Team in der Wertung                                                           | 1 Team in der Wertung             |
| 100 m Hürden (Wind: −0,5)                            | Caren Sonn (MTG Mannheim)                                                       | 13,20 s00      | Heike Blaßneck (LAC Quelle Fürth/München)                                            | 13,27 s00           | Karin Ertl geb. Specht (LAC Quelle Fürth/München)                               | 13,44 s00                         |
| 400 m Hürden                                         | Silvia Rieger (SV Emden-Harsweg)                                                | 55,58 s00      | Gesine Schmidt (LG Braunschweig)                                                     | 56,80 s00           | Ulrike Urbansky (SC Magdeburg)                                                  | 56,83 s00                         |
| 4 × 100 m Staffel                                    | LG Olympia DortmundUlrike Breitbach Birgit Brodbeck Katja Seidel Andrea Philipp | 45,10 s00      | USC MainzFlorence Ekpo-Umoh Ulrike Holzner Mona Steigauf Marion Wagner               | 45,18 s00           | LT DSHS KölnCorinna Stühm Sandra Görigk Ingeborg Leschnik Melanie Chrzan        | 45,67 s00                         |
| 4 × 400 m Staffel                                    | SC MagdeburgIvonne Teichmann Ulrike Urbansky Martina Hauke Grit Breuer          | 3:34,45 min    | TSV Bayer 04 LeverkusenAysel Kadioglu Claudia Angerhausen Linda Kisabaka Anke Feller | 3:35,61 min         | LG Dresdner SCSusanne Merkel Karla Faulhaber Berit Bauer Heike Meißner          | 3:35,95 min                       |
| 3 × 800-m-Staffel                                    | SC MagdeburgUlrike Urbansky Martina Hauke Ivonne Teichmann                      | 6:18,65 min    | LAC Quelle Fürth/MünchenDaniela Struckmeyer Monika Weilhammer Claudia Gesell         | 6:24,43 min         | ASV KölnCorinna Pape Andrea Karhoff Maren Schott                                | 6:36,69 min                       |
| 10.000-m-Bahngehen                                   | Kathrin Boyde (USC Freiburg)                                                    | 44:51,60 min   | Denise Friedenberger (SCC Berlin)                                                    | 45:24,15 min        | Melanie Seeger (LG Potsdam Luftschiffhafen)                                     | 46:19,21 min                      |
| 20-km-Gehen                                          | Denise Friedenberger (SCC Berlin)                                               | 1:35:09 h0000  | Gabriele Herold (LAZ Leipzig)                                                        | 1:36:10 h0000       | Kathrin Boyde (USC Freiburg)                                                    | 1:37:41 h0000                     |
| 20-km-Gehen, Mannschaftswertung                      | LAZ LeipzigGabriele Herold Annett Amberg Winnie Eckhardt                        | 4:49:41 h0000  | THW KielRegina Meinlschmidt Antje Kahr Regine Broders                                | 6:24:08 h0000       | nur 2 Mannschaften in der Wertung                                               | nur 2 Mannschaften in der Wertung |
| Hochsprung                                           | Alina Astafei (MTG Mannheim)                                                    | 1,88 m         | Daniela Rath (TSV Bayer 04 Leverkusen)                                               | 1,88 m              | Kerstin Schlawitz (LG Dresdner SC)                                              | 1,82 m                            |
| Stabhochsprung                                       | Sabine Schulte (LG Bonn/Troisdorf/Niederkassel)                                 | 4,25 m         | Nicole Humbert geb. Rieger (ASV Landau)                                              | 4,20 m              | Annika Becker (LC Alheimer)                                                     | 4,15 m                            |
| Weitsprung                                           | Heike Drechsler geb. Daute (Erfurter LAC)                                       | 6,94 m         | Susen Tiedtke (LAC Erdgas Chemnitz)                                                  | 6,82 m              | Sofia Schulte (LAG Siegen)                                                      | 6,63 m                            |
| Dreisprung                                           | Petra Lobinger geb. Laux (TSV Bayer 04 Leverkusen)                              | 13,47 m        | Nkechi Madubuko (USC Mainz)                                                          | 13,20 m             | Tanja Borrmann (TSV Bayer 04 Leverkusen)                                        | 13,08 m                           |
| Kugelstoßen                                          | Nadine Kleinert (SC Magdeburg)                                                  | 18,30 m        | Stephanie Storp (VfL Wolfsburg)                                                      | 18,03 m             | Ines Wittich (TSV Bayer 04 Leverkusen)                                          | 17,30 m                           |
| Diskuswurf                                           | Franka Dietzsch (SC Neubrandenburg)                                             | 63,62 m        | Ilke Wyludda (LAC Chemnitz)                                                          | 61,01 m             | Anja Möllenbeck geb. Gründler (SC Magdeburg)                                    | 57,06 m                           |
| Hammerwurf                                           | Simone Mathes (TSV Bayer 04 Leverkusen)                                         | 64,87 m        | Kirsten Münchow (LAC Quelle Fürth/München)                                           | 63,42 m             | Manuela Priemer (TB Jahn Wiesau)                                                | 61,23 m                           |
| Speerwurf                                            | Tanja Damaske (OSC Berlin)                                                      | 70,10 m        | Steffi Nerius (TSV Bayer 04 Leverkusen)                                              | 67,32 m             | Dörthe Barby (LG Karlsruhe)                                                     | 63,63 m                           |
| Siebenkampf                                          | Kathleen Gutjahr (SC Neubrandenburg)                                            | 6320 P         | Karin Specht (LAC Quelle Fürth/München)                                              | 6285 P              | Astrid Retzke (SV Halle)                                                        | 6254 P                            |
| Siebenkampf, Mannschaftswertung                      | USC MainzMona Steigauf Ulrike Holzner Birte Lux                                 | 16.361 P       | LG SemptSabine Smieja Katrein Schroeder Christine Huber                              | 16.101              | TSG Gießen-WieseckUlrike Schlechtweg Frauke Platner Daniela Müller              | 14.879                            |
| Crosslauf Mittelstrecke – 3,5 km                     | Petra Wassiluk (ASC Darmstadt)                                                  | 11:34 min00    | Luminita Zaituc (LG Braunschweig)                                                    | 11:36 min00         | Marlies Hartlieb (OSC Berlin)                                                   | 12:26 min00                       |
| Crosslauf Mittelstrecke, Mannschaftswertung          | ASV KölnAndrea Karhoff Christiane Soeder Astrid Osterburg                       | Pl.-Ziff. 37   | ASC Rosellen/NeussSusanne Wildner Schmidt Ute Jenke                                  | Pl.-Ziff. 38        | LG Domspitzmilch RegensburgKatharina Kaufmann Sophie Berkmiller Monika Hirt     | Pl.-Ziff. 41                      |
| Crosslauf Langstrecke – 6,0 km                       | Petra Wassiluk (ASC Darmstadt)                                                  | 20:01 min00    | Irina Mikitenko (TV Gelnhausen)                                                      | 20:09 min00         | Michaela Möller (LG Ratio Münster)                                              | 20:13 min00                       |
| Crosslauf Langstrecke, Mannschaftswertung            | SSV Ulm 1846Olga Bondarenko Ellen Schöner Daniela Dressel                       | Pl.-Ziff. 23   | ASC Rosellen/NeussPetra Maak geb. Sander Tanja Ortega-Sawal Stefanie Soeder          | Pl.-Ziff. 27        | LG Domspitzmilch RegensburgSophie Berkmiller Monika Hirt Andrea Scharrer        | Pl.-Ziff. 56                      |
| Berglauf                                             | Romy Lindner (LAC Erdgas Chemnitz)                                              | 57:30 min00    | Johanna Baumgartner (LAC Quelle Fürth/München)                                       | 58:42 min00         | Gudrun de Pay (TSV Trochtelfingen)                                              | 59:50 min00                       |
| Berglauf, Mannschaftswertung                         | LG Domspitzmilch RegensburgSophie Berkmiller Andrea Scharrer Barbara Krauthahn  | Pl.-Ziff. 36   | TSV MindelheimAnneliese Weber Roswitha Kremser Sabine Klein                          | Pl.-Ziff. 66        | SC Rosellen/NeussStefanie Soeder Ute Jenke Birgit Behrendt                      | Pl.-Ziff. 69                      |